# Список персонажей Madlax
Ниже перечислены действующие лица аниме-телесериала «Madlax».

## Главные герои

Основные персонажи слева направо: Маргарет Бёртон, Ванесса Рене, Карроссэа Дон, Мадлакс (на переднем плане), Лимельда Йорг, Пятница Понедельник, Элеонора Бейкер

### Маргарет
Ма́ргарет Бёртон (англ. Margaret Burton, яп. マーガレット・バートン Ма:гарэтто Ба:тон) — неловкая, забывчивая девушка, обучающаяся в элитном колледже для детей аристократических семей в Нафреции. Её воспоминания о собственной жизни ограничиваются последними двенадцатью годами, а также именем «Мадлакс» и смутными воспоминаниями, связанными с одной из её книг, написанной на непонятном ей языке и на некоторых страницах залитой кровью. В конечном итоге, именно Маргарет — центральный персонаж сериала и обладательница Дара, способного изменять мир. Двенадцать лет назад она вместе с Карроссэа Доном пережила крушение самолёта над Газа-Соникой, вызванное Понедельником, и невольно вмешалась в его дуэль с Ричардом Бёртоном. Хотя Бёртон победил, Понедельник последним усилием ввёл его в транс, заставив стрелять в родную дочь. Защищаясь, Маргарет убила отца и, чтобы убежать от вины, воспользовалась своим Даром, разделив себя на три ипостаси: владеющую Даром, принявшую на себя грех отцеубийства и помнящую обо всём этом. С этого момента девушка, носящая имя «Маргарет Бёртон», стала лишь третью себя самой, владеющей Даром, но не помнящей своего прошлого. Книга, которой она владеет, — это «Secondary», вторая из Священных Книг, необходимых для использования Дара.
Роль озвучивает Хоко Кувасима. Музыкальная тема в «меню Масимо» : Книжка с картинками, кровь и глубоководная рыба (англ. Picture Book, Blood, and Deep-Sea Fish).

### Мадлакс
Мадла́кс (англ. Madlax, яп. マドラックス Мадораккусу) — исключительно обаятельная и милая девушка, являющаяся также самым высококвалифицированным наёмником в Газа-Сонике с 98 % удачно выполненных заданий. Как и Маргарет, она не помнит ничего ранее двенадцати лет назад, кроме слова «Мадлакс» (которое она сделала своим кодовым именем) и короткого воспоминания, в котором видит пистолет в своих руках и уходящего отца — Мадлакс верит, что её отец ещё жив и тоже воюет где-то в Газа-Сонике. Будучи лучшим бойцом во всей стране, она ненавидит войну и сражается только ради того, чтобы быстрее её завершить, и поэтому, узнав от Ванессы Рене, что именно Enfant стоит у истоков конфликта, она немедленно начинает с ним борьбу, невзирая на последствия. Мадлакс — вторая ипостась Маргарет Бёртон, взявшая на себя грех отцеубийства (её сверхъестественные боевые способности, вероятно, связаны именно с этим), но не обладающая Даром. То, что она не совсем человек, становится очевидно к концу сериала, когда у неё за одну ночь заживает простреленное навылет лёгкое, а затем она в одиночку уничтожает небольшую, но хорошо вооружённую армию. Она владеет недостающей страницей из «Secondary» Маргарет.
Роль озвучивает Санаэ Кобаяси. Тема в «меню Масимо»: Одинокая привратница Ада (англ. The Gatekeeper of Hell is All Alone).

### Ванесса Рене
Ване́сса Рене́ (англ. Vanessa Rene, яп. ヴァネッサ・レネ Ванэсса Рэнэ) — бывшая соседка и учительница Маргарет, имеет высшее образование в области информационных технологий и ныне работает менеджером в компании Bookwald Industries (яп. ブッグワルド буггуварудо). Её родители погибли в Газа-Сонике, и с тех пор Ванессу не оставляет мысль выяснить истинную подоплёку войны. Сильная и уверенная в себе женщина, Ванесса лично отправляется в Газа-Сонику, как только выясняет, что Bookwald поставляет оружие обеим сторонам (а не просто вкладывает средства в мирную индустрию страны, как следует из официальных отчётов) и, более того, сам является одним из подразделений Enfant. В Газа-Сонике её охрану поручают Мадлакс, таким образом, именно она воссоединяет две ипостаси прежней Маргарет.
Роль озвучивает Сацуки Юкино. Тема в «меню Масимо»: Привратница Счастья (англ. Gatekeeper of Happiness).

### Элеонора Бейкер
Элеоно́ра Бе́йкер (англ. Eleanor Baker, яп. エリノア・ベイカー Эриноа Бэйка:) — горничная Маргарет, всецело преданная заботе о своей хозяйке. Её семья служила Бёртонам несколько поколений, поэтому Элеонора видит своим долгом защищать рассеянную и неуклюжую Маргарет от всех напастей — вплоть до проверки всех её одноклассников на благонадёжность. К выполнению своего долга Элеонора относится крайне серьёзно, что позволило ей окончить школу на несколько лет раньше сверстниц и стать мастером рукопашного боя.
Роль озвучивает Ай Утикава. Тема в «меню Масимо»: Привратница Повседневности (англ. Everyday Gatekeeper).

### Пятница Понедельник
Пятница Понедельник (англ. Friday Monday, яп. フライデー・マンデー Фурайдэ: Мандэ:) — загадочный создатель и бессменный лидер организации Enfant, о его прошлом неизвестно практически ничего, кроме того, что двенадцать лет назад он воспользовался своим Даром, дабы открыть Врата Правды и изменить мир согласно своим представлениям о нём, ввергнув его в тотальную войну. В тот раз полковник Ричард Бёртон успел его остановить, поэтому война разгорелась только в одном отдельно взятом государстве, на территории которого происходил ритуал, и где ныне располагается штаб Enfant — в Газа-Сонике. Для повторения ритуала и завершения задуманного, Понедельник вот уже двенадцать лет заново ищет Священные Книги (кроме «Firstary», которую ему удалось сохранить) и ещё одного обладателя Дара, так как своим Даром он пользоваться больше не способен. Правая половина лица его изуродована выстрелом Бёртона, поэтому он всегда носит полумаску. Хотя это почти не ощущается в самом сериале, по замыслу режиссёра Масимо Понедельник некогда был художником (англ. artist) или поэтом.
Роль озвучивает Масаси Эбара. Тема в «меню Масимо»: Улыбающийся привратник Небес (англ. The Gatekeeper of Heaven Smiles).

### Карроссэа Дон
Карро́ссэа Дон (англ. Carrossea Doon, яп. カロッスア・ドゥーン Кароссуа Д’у:н) — один из лучших оперативников Enfant, подотчётный лично Пятнице Понедельнику (хотя официально он работает в Bookwald Industries). Карроссэа умён и дальновиден, поэтому зачастую ведёт собственную игру под носом у начальства, выискивая правду о своём прошлом, ибо он, как и Мадлакс и Маргарет Бёртон, не помнит ничего, что случилось с ним ранее 12 лет назад. Во время инцидента в Газа-Сонике, только Карроссэа, тогда носивший имя Пупе, и Маргарет единственные пережили крушение их самолёта, возможно, потому что оба владели Даром. В тот раз Карроссэа влюбился в неё с первого взгляда и поклялся её защищать, поэтому когда Маргарет вмешалась в дуэль между отцом и Понедельником, закрыл её от шальной пули собственным телом и умер. Позже его слабого Дара и желания защитить Маргарет хватило, чтобы частично воскреснуть, расплатившись своей прежней личностью и памятью, и в таком состоянии его нашёл Пятница Понедельник.  Этим объясняется также та быстрота, с которой между Карроссэа и Маргарет налаживается взаимное доверие после их «первой» встречи в новых ипостасях. Роль озвучивает Тосиюки Морикава.

### Лимельда Йорг
Лиме́льда Йорг (англ. Limelda Jorg, яп. リメルダ・ユルグ Римэруда Юругу) — лейтенант Королевской Гвардии Газа-Соники и лучший снайпер в стране после самой Мадлакс. После того, как Мадлакс у неё на глазах застрелила главнокомандующего королевской армией, охрана которого ей была поручена, Лимельда сделала охоту за ней своей единственной целью в жизни. Несмотря на многочисленные возможности убить Лимельду, Мадлакс каждый раз оставляла её в живых, а позднее посвятила её в тайну истинных истоков войны в Газа-Сонике, конфликта, в котором обе потеряли своих близких.  Как бы то ни было, это не принесло им обеим спокойствия, ибо Лимельда, чья картина мира не выдержала откровения и рухнула, возобновила попытки убить Мадлакс в безумной надежде, что если это ей удастся, всё станет «как прежде». Роль озвучивает Ая Хисакава.

## Второстепенные персонажи

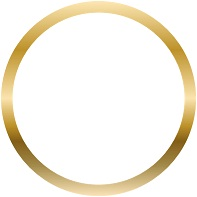
SSS

- SSS (произносится — англ. Three-Speed, яп. スリー・スピード Сури: Супи:до) — таинственный связной Мадлакс, информации о котором даже меньше, чем о Пятнице Понедельнике. Единственное, что о нём известно точно, — это то, что он мужчина (судя по голосу и нижней половине лица, иногда попадающей в кадр) и что он, скорее всего, не связан с Enfant, и в некотором роде даже противостоит этой организации. Именно он подобрал и вырастил Мадлакс после инцидента в 1999-м году. Роль озвучивает Дзин Ураяма.[8]

Кванзитта Морисон и Нахаль

- Кванзи́тта Мо́рисон (англ. Quanzitta Marison, яп. クアンジッタ・マリスン Куандзитта Марисун) — пророчица одного из племён аборигенов Газа-Соники. Кванзитта — обладательница третьей священной книги, «Thirstary», и одна из очень немногих, знающих Саруон и Элиес, мёртвый язык и письменность, на котором они были написаны. В её обязанности входить присмотр за Вратами Правды и Святилища за ними, поэтому она единственная, с кем могут общаться живущие там. Роль озвучивает Мако Хёдо.[9] Тема в «меню Масимо»: Привратница морских глубин (англ. Deep-Sea Gatekeeper). Кванзитте прислуживает агент На́халь (англ. Nakhl, яп. ナハル Нахару; озвучивает Тикаё Накано). Лучший боец в рукопашной схватке и на холодном оружии в Газа-Сонике, она вышла победительницей даже из дуэли против Мадлакс.

Летиция и Пупе

- Лети́ция (англ. Laetitia, яп. レティシア Рэт’исиа) — третья ипостась Маргарет Бёртон, хранительница памяти, которая не в состоянии покинуть Святилище за Вратами Правды. Имя «Летиция» принадлежало кукле Маргарет до судьбоносного инцидента 12 лет назад, а кроме того, Мадлакс иногда пользуется подделанным паспортом на имя Летиции Лу́ны. Роль озвучивает Томоко Канэда.[1] Пу́пе (англ. Poupee, яп. プゥペ Пу:пэ) — такой же, как Летиция, призрак памяти, принадлежащей Карроссэа Дону, также не способный покинуть Святилище и даже говорить. Имя «Пупе» с самого начала принадлежало молодому человеку, убитому полковником Бёртоном, а «Карроссэа Дон» было уже позже принято той его частью, которая смогла вернуться в материальный мир.

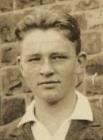
Полковник Ричард Бёртон

- Ри́чард Бёртон (англ. Richard Burton, яп. リチャード・バートン Ритя:до Ба:тон)[10] — отец Маргарет и полковник вооружённых сил Нафреции. Во время ритуала, проводимого Пятницей Понедельником двенадцать лет назад, полковник Бёртон находился в Газа-Сонике и попытался помешать его планам. Попытка частично удалась, но Понедельник воспользовался Словами Пробуждения из «Firstary», чтобы погрузить противника в транс и заставить убить собственную дочь. Защищаясь, Маргарет убила отца. Имя «Мадлакс» изначально было кодовым именем Ричарда Бёртона, каким-то образом ставшим известным Понедельнику. Роль озвучивает Тору Окава.[11]